# Bimber Poland
Bimber Poland – polski zespół rock'n'rollowo – punkowy, założony z inicjatywy gitarzysty Krzysztofa Zawadki, który także jest autorem kompozycji zespołu. Repertuar powstawał w latach 2003 – 2006, jednak jego zalążki pochodzą nawet z lat 1996 – 1998. Pod właściwą nazwą i z obecnym składem, zespół zaczął się kształtować w 2006 roku. Ostateczny skład ukształtował się rok później, w 2007 roku, gdy w zespole pojawił się Tomasz Grochowalski, jednak w 2009 zastąpił go basista Aleksander Gruszka.

## Historia
Pod koniec 2006 i na początku 2007 roku zespół działał z basistą Grzegorzem Stępniem, występującym pod pseudonimem Ornette, następnie zastąpił go jednak Tomasz Grochowalski.
20 lutego 2007 r. rozgłośnia studencka Politechniki Opolskiej, Radio Emiter, jako pierwsza wyemitowała nagranie zespołu. Był to utwór Szukałem Ciebie. Do tej właśnie piosenki, w grudniu 2006 roku, w Katowicach, zespół nagrał swój pierwszy wideoklip. Kapela nawiązała wówczas współpracę z Krzysztofem Jamińskim, powierzając mu obowiązki specjalisty ds. promocji w mediach. Zespół zaczął koncertować, a w maju 2006 został zaproszony na trasę koncertową, pod patronatem Radia Dla Ciebie. W sierpniu tego samego roku miała miejsce premierę kolejnego singla, Kto żył, kto umierał, a w październiku nakręcono do niego wideoklip, którego tematem była abstrakcyjna wizja pobytu zespołu w szpitalu psychiatrycznym.
12 listopada 2007 roku ukazała się pierwsza płyta kapeli, zatytułowana Fermentacje.
Od roku 2007 zespół cały czas koncertuje – wystąpił między innymi w marcu 2009 roku na koncertach z cyklu Punky Reggae Live w Szczecinie i Poznaniu. 31 maja 2009 roku zespół zagrał na pierwszej edycji Positive May Festival, organizowanym z inicjatywy Stowarzyszenia Colere.pl, w Zabrzu.

## Dyskografia
- 2007 – Fermentacje (Fonografika)

## Muzycy

### Obecni
- Dariusz Boratyn (od 2007 do dziś) – gitara elektryczna, śpiew
- Krzysztof Zawadka (od 2006 do dziś) – gitara prowadząca
- Aleksander Gruszka (od 2009 do dziś) – gitara basowa
- Piotr Pawłowski (od 2006 do dziś) – perkusja

### Byli
- Marek Chrzanowski (w 2006) – gitara basowa
- Grzegorz Stępień (od 2006 do 2007) – gitara basowa
- Tomasz Grochowalski (od 2007 do 2009) – gitara basowa